# Marlu
Marlu — вимерлий рід Pseudocheiridae з олігоцену-міоцену Австралії. Він складається з п'яти видів, знайдених у різних місцях Австралії. M. kutjamarpensis, M. karya, M. sykes, M. ampelos з міоцену в місцевій фауні Кутьямарпу (місцевість Ліф) у Квінсленді та з пізнього олігоцену, M. praecursor з місцевої фауни Вадікалі на півночі Південної Австралії.